# Phyllomys dasythrix
Phyllomys dasythrix is een zoogdier uit de familie van de stekelratten (Echimyidae). De wetenschappelijke naam van de soort werd voor het eerst geldig gepubliceerd door Hensel in 1872.